# Abildå (å)
Abildå eller Abild Å er et dansk vandløb i Vestjylland, hvor det er tilløb til Vorgod Å og videre til Skjern Å. Abildå er cirka 14,3 km lang, hvoraf begyndelsen ligger i Herning Kommune, mens de sidste 8,3 km ligger i Ringkøbing-Skjern Kommune. Åen har flere udspring, heriblandt ét lidt nord for bebyggelsen af samme navn.
Der findes ikke større fisk af betydning i åen, men der har været arbejdet med udsættelse af yngel.